# Гааг, Вольфганг
Вольфганг Гааг (нем. Wolfgang Gaag; род. 1943, Вальдзассен) — немецкий валторнист и музыкальный педагог; солист Бамбергского симфонического оркестра, симфонического оркестра Штутгартского радио и Мюнхенского филармонического оркестра, участник брасс-ансамбля German Brass, преподаватель Троссингенской, Штутгартской и Мюнхенской высших школ музыки и театра.

## Биография
Вольфганг Гааг Начал заниматься музыкой как скрипач, затем как альтист, и лишь в 1963 году окончательно решил посвятить себя валторне. Он занимался на валторне с профессором Альфредом Гольке в Берлинской высшей школе музыки имени Эйслера и одновременно учился на звукорежиссёра в Берлинском техническом университете. Завершив учёбу, в 1969 году Гааг стал солистом Бамбергского симфонического оркестра. В 1979—1981 годах он играл в оркестре Байрейтского фестиваля. В 1980 году он стал солистом симфонический оркестр Штутгартского радио, в 1982 году по приглашению Серджиу Челибидаке перешёл на аналогичную должность в Мюнхенский филармонический оркестр.
В 1984 году Вольфганг Гааг совместно с тромбонистом Энрике Креспо, трубачом Конрадином Гротом и другими музыкантами основали брасс-квинтет «Deutsche Bläsersolisten», вскоре расширивший свой состав и превратившийся в знаменитый ансамбль German Brass. С тех пор Гааг является бессменным участником этого коллектива. Кроме того, он выступает с другими камерными ансамблями, в том числе Villa Musica и Odeon-Konzerte, а также концертирует сольно.
С 1981 по 1985 год Вольфганг Гааг преподавал в Троссингенской высшей школе музыки и театра, с 1986 по 1991 — в Штутгартской высшей школе музыки и театра. После этого он до 1995 года продолжал педагогическую деятельность в Мюнхенской высшей школе музыки и театра. В настоящее время Гааг проводит мастер-классы в разных странах мира и участвует в жюри музыкальных конкурсов.
Сын Вольфганга Гаага — режиссёр и сценарист Флориан Гааг (р. 1971).